# Моші (місто)
Моші (англ. Moshi) — місто в Танзанії. Є адміністративним центром області Кіліманджаро. Населення — 143 799 осіб (за даними перепису 2002 року).

## Географія
Місто розташоване на північному сході країни, недалеко від кордону з Кенією, біля вулкану Кіліманджаро.

### Клімат
Місто знаходиться у зоні, котра характеризується морським кліматом. Найтепліший місяць — січень із середньою температурою 25.6 °C (78 °F). Найхолодніший місяць — липень, із середньою температурою 20.6 °С (69 °F).
| Клімат Моші             | Клімат Моші | Клімат Моші | Клімат Моші | Клімат Моші | Клімат Моші | Клімат Моші | Клімат Моші | Клімат Моші | Клімат Моші | Клімат Моші | Клімат Моші | Клімат Моші | Клімат Моші |
| Показник                | Січ.        | Лют.        | Бер.        | Квіт.       | Трав.       | Черв.       | Лип.        | Серп.       | Вер.        | Жовт.       | Лист.       | Груд.       | Рік         |
| Абсолютний максимум, °C | 37          | 39          | 38          | 35          | 32          | 33          | 29          | 32          | 35          | 36          | 36          | 37          | 39          |
| Середній максимум, °C   | 33          | 33          | 32          | 29          | 26          | 25          | 25          | 26          | 28          | 31          | 31          | 32          | 29          |
| Середня температура, °C | 25          | 25          | 25          | 24          | 22          | 20          | 20          | 20          | 21          | 23          | 24          | 24          | 23          |
| Середній мінімум, °C    | 17          | 17          | 18          | 19          | 18          | 16          | 15          | 15          | 15          | 16          | 17          | 17          | 17          |
| Абсолютний мінімум, °C  | 11          | 11          | 11          | 11          | 11          | 10          | 8           | 9           | 9           | 11          | 12          | 12          | 8           |
| Норма опадів, мм        | 30          | 50          | 110         | 350         | 230         | 30          | 20          | 10          | 10          | 20          | 60          | 50          | 1030        |
| Днів з дощем            | 3           | 4           | 8           | 8           | 10          | 3           | 2           | 1           | 1           | 2           | 4           | 4           | 42          |
| Вологість повітря, %    | 58          | 57          | 63          | 73          | 77          | 72          | 69          | 66          | 61          | 57          | 57          | 60          | 64          |
| ----------------------- | ----------- | ----------- | ----------- | ----------- | ----------- | ----------- | ----------- | ----------- | ----------- | ----------- | ----------- | ----------- | ----------- |
| Джерело: Weatherbase    |             |             |             |             |             |             |             |             |             |             |             |             |             |

## Розваги і відпочинок
- На Ага Кхан Роад неподалік від Аруша Роад знаходиться вхід до міського парку Ухуру.
- З 2015 року поряд з парком Ухуру, на перетині Аруша Роад і Ага Кхан Роад, відкрився великий торговий центр Учумі.
- З боку Аруша Роад є другий вхід в парк Ухуру, там також розташований ресторан тайської кухні Каліва.
- В центрі міста, на перетині вулиць Аруша Роад і Селус Стріт, розташована кав'ярня Юніон.
- В околицях міста, приблизно близько години шляху на машині, є кавові плантації і водоспад Матеруні висотою 50 метрів.
- Між Моші і Міжнародним аеропортом Кіліманджаро розташовані гарячі джерела Чемка.
- У передмісті, на кордоні з Кенією, розташоване озеро Чала.

## Туризм
Через близьке розташування до вулкану Кіліманджаро туристична галузь в Моі набирає стрімких обертів і залучає все більше туристів. У 2013 році кількість сходжень на вулкан досягло позначки в 30 000 чоловік. Подібні умови створюють сприятливе середовище для іноземних інвестицій і стабільного розвитку міста.